# Машино, Андре
Андре́ Машино́ (фр. André Maschinot; 28 июня 1903 — 10 марта 1963) — французский футболист, нападающий. Первый футболист, забивший два мяча в одной игре на Чемпионате мира (13 июля 1930 года в ворота Мексики), эти голы стали единственными, забитыми Машино в футболке сборной Франции. На клубном уровне выступал за «Бельфорт» и «Сошо», в котором завершил карьеру в 1937 году.
| Матчи и голы Андре Машино за сборную Франции | Матчи и голы Андре Машино за сборную Франции | Матчи и голы Андре Машино за сборную Франции | Матчи и голы Андре Машино за сборную Франции | Матчи и голы Андре Машино за сборную Франции | Матчи и голы Андре Машино за сборную Франции | Матчи и голы Андре Машино за сборную Франции |
| -------------------------------------------- | -------------------------------------------- | -------------------------------------------- | -------------------------------------------- | -------------------------------------------- | -------------------------------------------- | -------------------------------------------- |
| №                                            | Дата                                         | Место проведения                             | Соперник                                     | Счёт                                         | Голы                                         | Турнир                                       |
| 1                                            | 24 апреля 1927                               | Париж, Франция                               | Италия                                       | 3:3                                          | —                                            | Товарищеский матч                            |
| 2                                            | 23 февраля 1930                              | Порту, Португалия                            | Португалия                                   | 0:2                                          | —                                            | Товарищеский матч                            |
| 3                                            | 23 марта 1930                                | Париж, Франция                               | Швейцария                                    | 3:3                                          | —                                            | Товарищеский матч                            |
| 4                                            | 13 июля 1930                                 | Монтевидео, Уругвай                          | Мексика                                      | 4:1                                          | 2                                            | Чемпионат мира 1930                          |
| 5                                            | 15 июля 1930                                 | Монтевидео, Уругвай                          | Аргентина                                    | 0:1                                          | —                                            | Чемпионат мира 1930                          |

Итого: 5 матчей / 2 гола; 1 победа, 2 ничьих, 2 поражения.

## Достижения
- Чемпион Франции: 1935
- Обладатель Кубка Франции: 1937